# Laura Bauer (Skirennläuferin)
Laura Bauer (* 1993) ist eine südafrikanische Skirennläuferin.

## Karriere
Bauer gab ihr internationales Renndebüt am 15. Dezember 2010 bei einem FIS-Riesenslalom am Speikboden. Bereits zwei Monate später startete sie bei den Weltmeisterschaften in Garmisch-Partenkirchen. Dort belegte sie als bestes Ergebnis den 90. Platz im Riesenslalom. Zwei Jahre später trat sie erneut bei Weltmeisterschaften an, konnte sich jedoch nicht steigern. In Schladming erreichte sie als beste Platzierung Rang 92 im Riesenslalom. Dies war zugleich ihr letzter internationaler Auftritt als Skirennläuferin.
Abgesehen von diesen beiden internationalen Großereignissen startete Bauer hauptsächlich bei FIS bzw. Juniorenrennen in Italien.

## Erfolge

### Weltmeisterschaften
- Garmisch-Partenkirchen 2011: 90. Riesenslalom, DNF Slalom
- Schladming 2013: 92. Riesenslalom, DNF Slalom

### Weitere Erfolge
- Eine Platzierung unter den besten 30 bei einem FIS-Rennen